# 155 mm Type 3
Il 15,5 cm/60 Type 3 (giapp. 60口径三年式15.5cm3連装砲) era un cannone navale da 155 mm, con canna lunga 60 calibri, impiegato dalla Marina imperiale giapponese durante la seconda guerra mondiale. Venne imbarcato, in torre trinata, come armamento principale sugli incrociatori pesanti classe Mogami e sull'incrociatore leggero Oyodo e come armamento secondario sulle navi da battaglia classe Yamato. Durante il secondo conflitto venne anche impiegato su affusto singolo come cannone costiero. Il pezzo fu progettato negli anni trenta, ma il nome era dovuto all'anno di sviluppo del blocco otturatore, il terzo di regno dell'imperatore Taishō, cioè il 1914.

## Storia
Il cannone fu sviluppato come diretta conseguenza del Trattato navale di Londra del 1930 che, limitando a 155 mm il calibro delle armi sugli incrociatori leggeri, imponeva di sfruttare al massimo le potenzialità di questa categoria di armi. Il cannoni doveva armare, in torrette trinate, gli incrociatori classe Mogami, come pezzo a doppio impiego antinave ed antiaereo. In previsione di un futuro superamento o violazione del trattato, i giapponesi progettarono sia le navi che le torri in modo da poter rapidamente sostituire queste ultime con altrettante armate con il più potente 20 cm/50 Type 3; per esempio, i motori per la movimentazione delle torri erano completamente alloggiati all'interno delle stesse, in modo da poterle facilmente reinstallare su altre navi.
Ognuno dei tre incrociatori classe Mogami ricevette cinque torrette trinate, che nel 1939 vennero effettivamente rimosse e sostituite con torri binate da 20 cm. Le torri rimosse dai Mogami andarono ad armare le due Yamato, con quattro torri per navi, e l'incrociatore leggero Ōyodo, che ne ricevette due nel 1944; in questo stesso anno le due torri di mezzanave delle Yamato vennero rimosse: sulla Yamato furono sostituite da 12 cannoni addizionali da 127 mm Type 3, mentre non fu possibile effettuare la stessa modifica sulla Musashi prima della perdita della nave. I due incrociatori classe Tone, entrati in servizio nel 1938, in origine dovevano ricevere i cannoni da 15,5 mm ma già in fase di progettazione furono modificati per i 20 cm.
I cannoni sbarcati furono impiegati a terra nel sistema di difesa costiero ed antiaereo della madrepatria giapponese. Una torre trinata venne installata a protezione di Kure ed un'altra a Sasebo, in funzione antiaerea. Due cannoni su appositi affusti singoli furono impiegati per la difesa costiera nei pressi di Tokyo.

## Tecnica

### Bocca da fuoco
L'otturatore Type 3 era stato sviluppato nel 1914 e tra il 1933 ed il 1934 venne integrato su una bocca da fuoco da 155 mm con relativo affusto. L'otturatore era a vite interrotta tipo Welin e venne utilizzato anche sui cannoni navali giapponesi da 40 cm, da 20 cm, da 12,7 cm, da 14 cm e da 12 cm. Gli otturatori, a manovra sia idraulica che manuale, si aprivano verso l'esterno nei due cannoni laterali della torretta, mentre su quello centrale si apriva a 45° verso l'alto per non interferire con la culatta del pezzo a fianco.. La canna era di costruzione monoblocco, sottoposta ad autofrettaggio. La vita utile della canna era di 250-300 colpi. L'angolo di caricamento era di +7°. Il munizionamento era a cartoccio sacchetto.

### Impianti
La torre da 155 mm ricordava quella binata del pezzo da 20 cm Type 3, adattata per ospitare tre cannoni, con interasse di 155 cm l'uno dall'altro. L'elevazione massima dei pezzi originariamente era di +75°, ma le prove dimostrarono che la bassa velocità di elevazione, l'angolo di ricarica fisso a +7° ed il sistema di calcata poco efficiente rendevano la cadenza di tiro inadatta al tiro contraereo. Inoltre l'elevazione massima così elevata richiese soluzioni che indebolirono i sistemi di rinculo ed elevazione, similmente a quanto accaduto con il pezzo da 20 cm. Per queste ragioni, nella forma finale l'elevazione massima venne ridotta a +55°. Il pezzo si dimostrò invece ottimo nel ruolo antinave.
Ogni impianto trinato, operato da un sistema elettro-idraulico a bassa pressione, montava all'interno due motori elettrici da 100 hp, azionanti una pompa idraulica, installata all'esterno della torre per ridurre la rumorosità, che azionava tutti i meccanismi di movimentazione e di caricamento. Normalmente un motore era in uso e l'altro era di riserva. I proietti dai magazzini giungevano su una rotaia circolare intorno alla base del cestello rotante della torre; da qui, tramite elevatori, giungevano alla camera di combattimento della torre, al ritmo di 6 granate al minuto. L'elevatore del pezzo di sinistra giungeva alla destra della sua culatta, mentre gli elevatori degli altri due cannoni giungevano alla sinistra delle rispettive culatte. I sacchetti di polvere propellente venivano movimentati da tamburi fino alla camera di movimentazione delle polveri e sollevati in camera di combattimento tramite due elevatori a cestello, al ritmo di 5 colpi al minuto. I proietti venivano caricati da un calcatoio idraulico, poi venivano inseriti manualmente i sacchetti di polvere ed infine calcati idraulicamente. Nella torretta erano stivate delle granate antiaeree di pronto impiego. La squadra addetta per ogni torre era composta da 24 tra ufficiali e cannonieri nella camera di combattimento, sette uomini nella camera dei proietti e dieci nella camera delle polveri.
La corazzatura in acciaio della torre era spessa circa 20 cm. La parte superiore ed anteriore della torre era protetta da una sottile lamiera in acciaio distanziata di 10 cm dalla corazza, per deflettere i raggi solari e ridurre il surriscaldamento della camera di combattimento in ambiente tropicale. Alcune torri erano dotate di telemetro con base di 8 m, per avere così una direzione del tiro indipendente dalla centrale di tiro della nave. Sugli incrociatori pesanti il telemetro era installato su una delle torri di prua e su una di quelle di poppa; sulle Yamato era invece installato su tutte e quattro le torri. Una torre trinata pesava circa 180 t, che diventavano circa 185 t se dotata di telemetro.

## Munizionamento
Il cannone sparava una munizione di tipo separato, con carica propellente in sacchetti di tela: la carica standard era costituita da 19,5 kg di polvere 36DC2, quella ridotta da 12,3 kg di 50DC2. I proietti disponibili normalmente quello perforante, la granata ad alto esplosivo ed il proietto illuminante. 
| Tipo        | Nome    | Peso, kg | Lunghezza, mm | Carica esplosiva, kg              | Velocità alla volata, m/s | Gittata, m |
| ----------- | ------- | -------- | ------------- | --------------------------------- | ------------------------- | ---------- |
| AP          | Type 91 | 55,87    | 678           | 1,15                              | 920-925                   | 27.400     |
| HE          | Type 0  | 45,2     | 650           | 3,1                               | 910-915                   | 21.000     |
| illuminante |         | 55,87    | 650           | ordigno pirotecnico da 950.000 cd | 750                       | 21.600     |